# Simitidion simile
Simitidion simile (C. L. Koch, 1836) è un ragno appartenente alla famiglia Theridiidae.

## Distribuzione
La specie è stata reperita in diverse località della regione olartica.

## Tassonomia
Questa specie, insieme alla Simitidion agaricographum (Levy & Amitai, 1982) e alla Simitidion lacuna Wunderlich, 1992, apparteneva al genere Theridion Walckenaer, 1805. Un approfondito studio dell'aracnologo Wunderlich (1992a) le ha assurte al rango di genere a sé con questa nuova denominazione.
Non sono stati esaminati esemplari di questa specie dal 2008.
A dicembre 2013, non sono note sottospecie